# 南大通 (豊川市の道路)
南大通（みなみおおどおり）は、愛知県豊川市の中心部と南部とを結ぶ道路の名称、および地名である。愛知県道400号豊橋豊川線のうち、豊川市内の区間が南大通と呼ばれる。

## 概要
豊川市の諏訪地区にあった豊川海軍工廠と豊橋市とを結ぶ軍用道路として整備され、現在も豊川市の中心部から南部、そして豊橋市方面に抜ける重要な幹線道路である。交通量も多く、沿線には多くの店が並ぶ。
ここでは北から南に向かって、地区ごとに分けて概説する。

### 諏訪地区

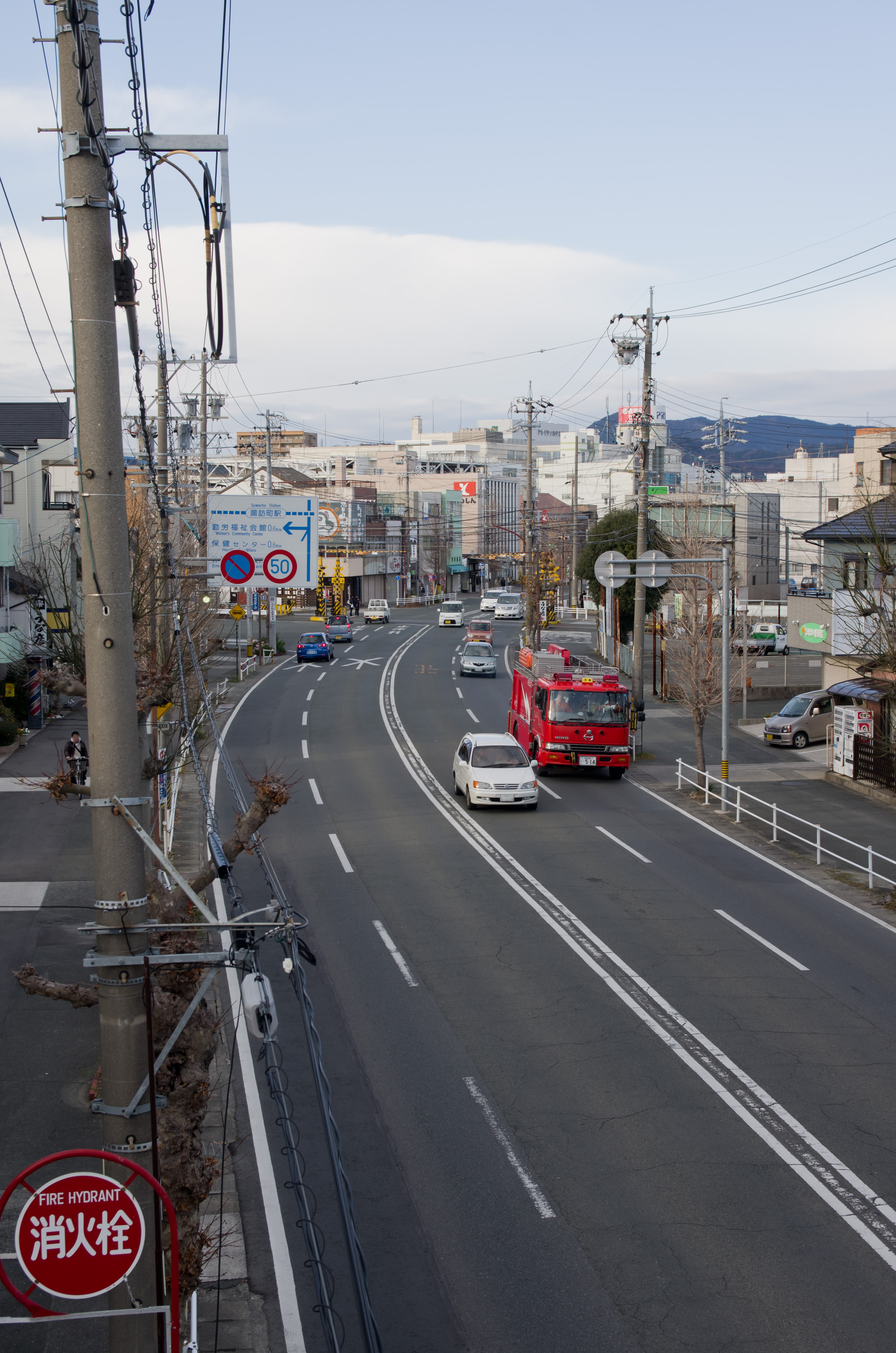
諏訪町駅南から諏訪地区を見る。

諏訪地区は豊川市の中心市街地のひとつであり、市役所や大型商業施設、商店街などがある。体育館前交差点で、豊川市を東西に貫く愛知県道5号国府馬場線（姫街道）と交差する。
名鉄豊川線の諏訪町駅もあり、市内では特に人通りの多い地区である。また、体育館前交差点周辺は電線の地中化が行われた。

#### 主な施設
- プリオ（大型商業施設）
- 豊川郵便局
- 名古屋銀行豊川支店
- 豊川信用金庫諏訪支店
- 世界心道教本部
- 諏訪商店街
- 名鉄豊川線 諏訪町駅

### 諏訪町駅 - 牛久保交差点

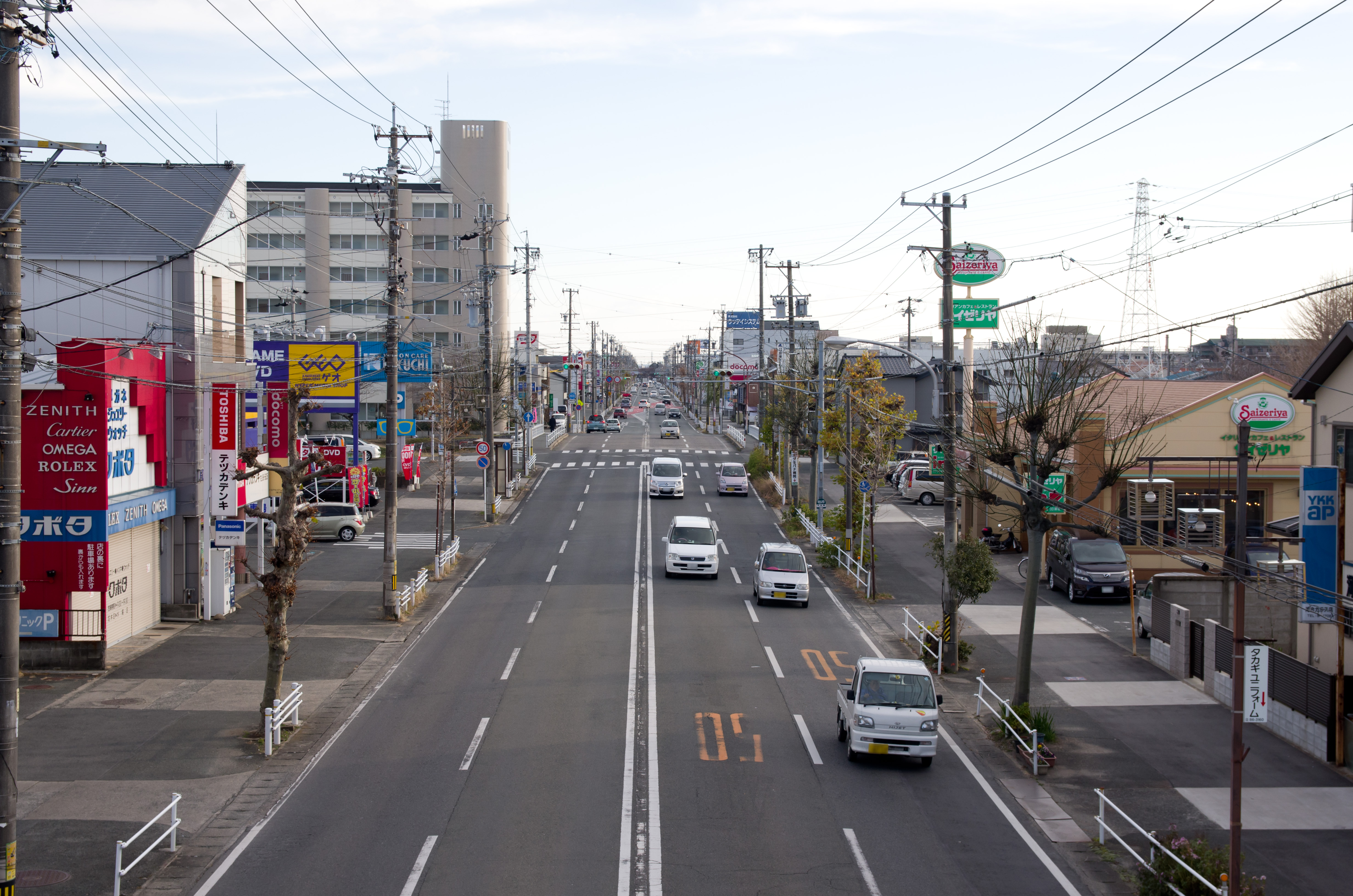
代田橋付近より南方向

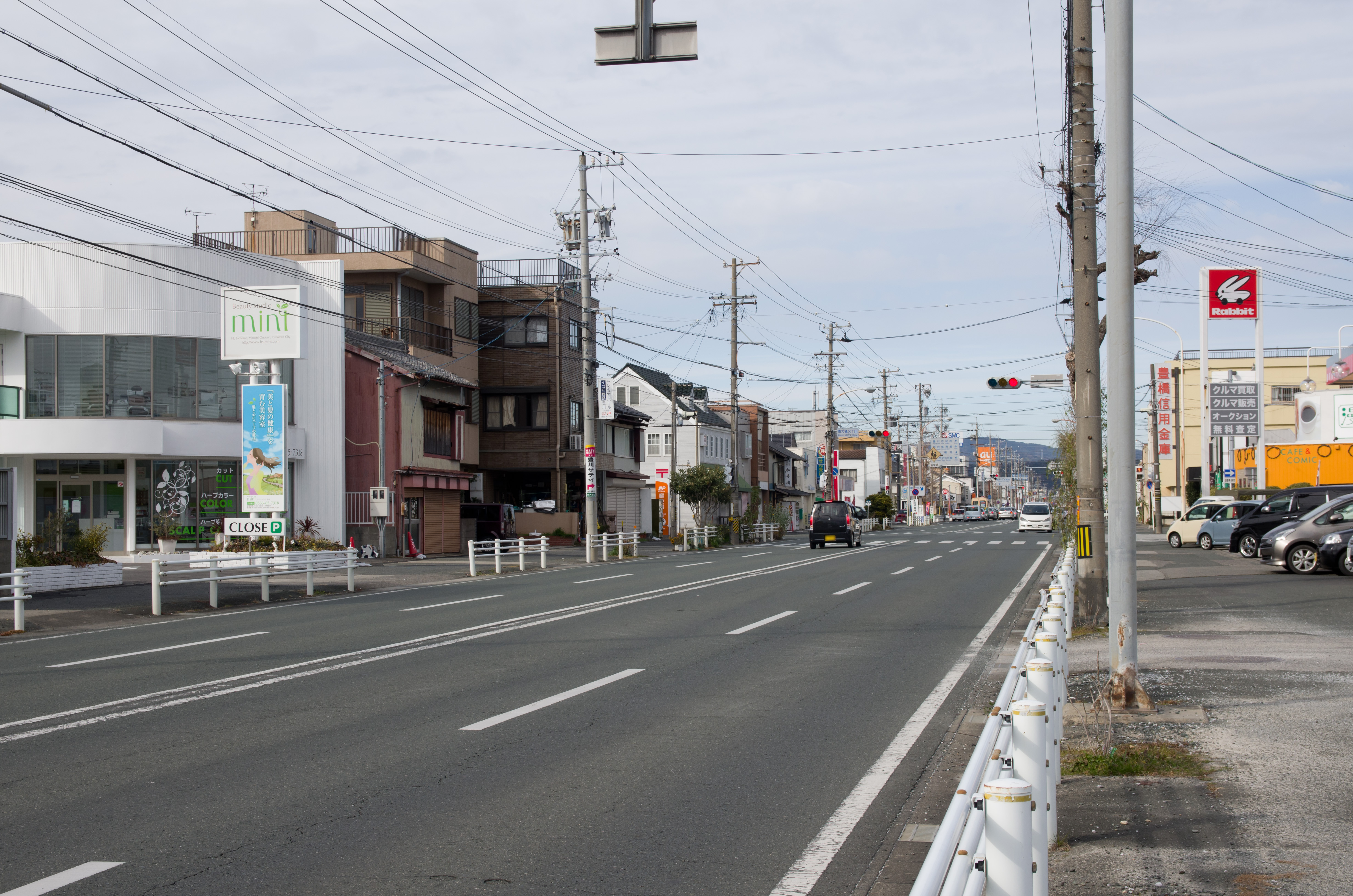
南大通3丁目

南大通の中間地点で、飲食店をはじめとして多くの店が並ぶ地区である。この付近は元来は片側2車線だが、豊橋方向の右側車線は交差点においては右折専用レーンに変更した為、所々で1車線となっている。諏訪町駅方向は全線2車線を確保しつつ、右折専用レーンも設けている。
かつては、豊川市民病院が存在したが2013年（平成25年）に移転、跡地には商業施設「マチニワ豊川」が建てられた。
南大通4丁目交差点では千歳通と交差する。
南大通2丁目交差点から牛久保交差点までの間は店が少なくなり、街路樹が立ち並ぶ。

#### 主な施設
- 豊川市立中部小学校
- 豊川市立南部中学校
- 岡崎信用金庫豊川支店
- 豊川南大通郵便局
- マチニワ豊川（南大通に直接面してはおらず、西側に小道を一本隔てている）
  - 遠鉄ストア豊川店
  - マツモトキヨシ豊川店
  - スポーツDEPO豊川店

### 牛久保交差点 - 正岡町

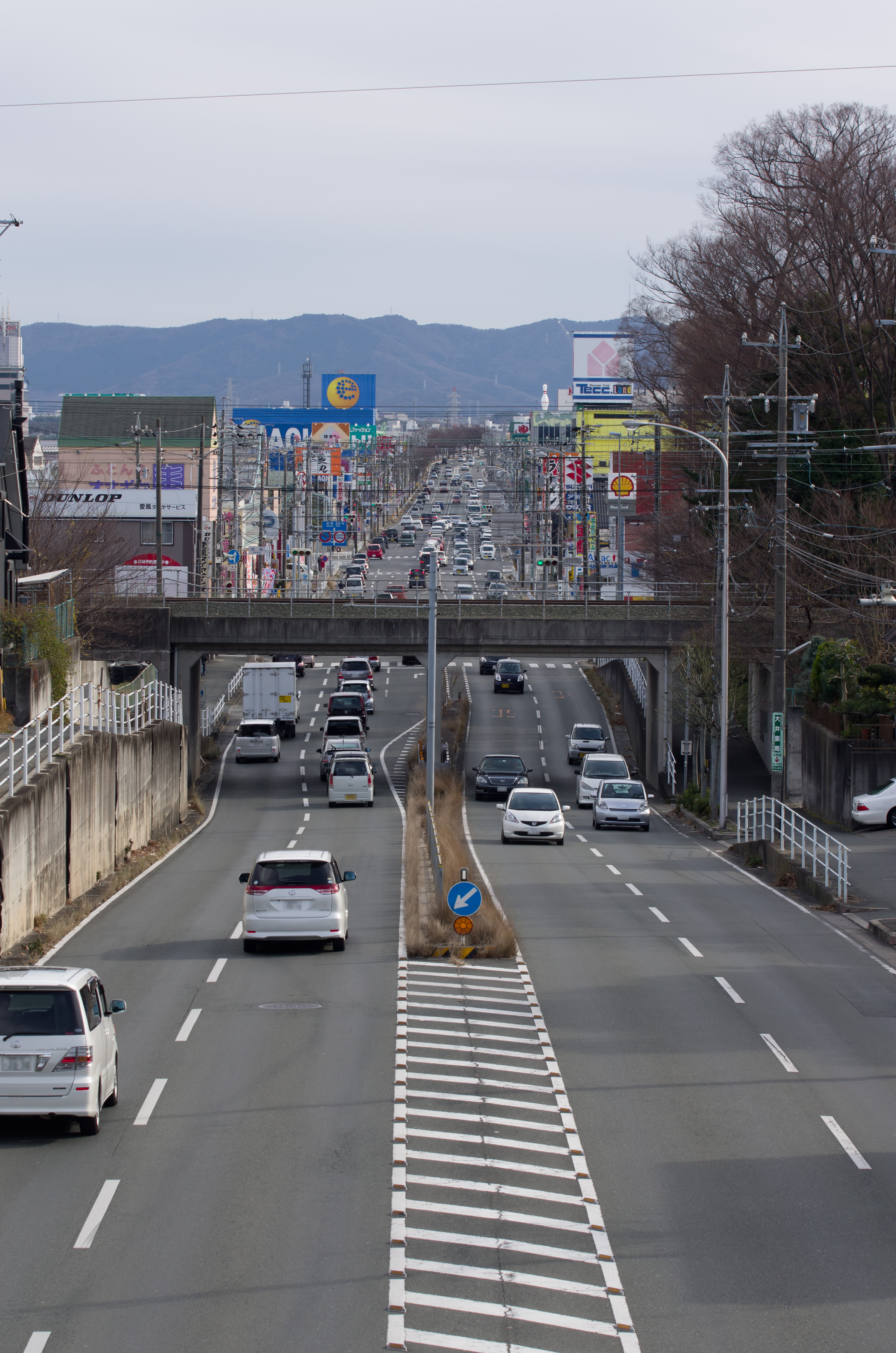
正岡町方面（豊川の河岸段丘のため坂道になっている）

牛久保交差点を通過すると、ゆるやかな坂道を下っていく。JR飯田線の下をくぐれば、城跡交差点である。近くには飯田線の牛久保駅がある。
城下交差点からは大型店が増え、道幅も広くなる。このあたりは大型の電器店が多数存在し、電気街のようでもある。
豊橋市との市境近くには、「クロスモール豊川」という商業施設があり、ドラッグストア、衣料品店、飲食店などが店舗を構えている。

#### 主な施設
- 豊川市立牛久保小学校
- 豊川信用金庫牛久保支店
- クロスモール豊川
  - DCM豊川正岡店
  - スギ薬局クロスモール豊川店
  - ジョーシンクロスモール豊川店
  - フィットハウス豊川店
  - 無印良品クロスモール豊川店
- ナナガーデン
  - ABCマートナナガーデン豊川店
  - GU豊川正岡店
  - スターバックスコーヒー豊川正岡店
  - オンセブンデイズ豊川店
- エディオン豊川店
- ヤマダデンキテックランド豊川店
- ケーズデンキ豊川店
- 豊川コロナワールド
- ニトリ豊川店

## 接続する道路
- 愛知県道5号国府馬場線（通称：姫街道）
- 愛知県道378号諏訪停車場線
- 愛知県道373号金野豊川線
- 千歳通（市道）
- 美和通（市道）
- 寿通（市道）
- 愛知県道495号宿谷川線（常盤通）
- 国道151号

## バス路線
- 豊鉄バス
  - 豊川線（90、92系統 豊橋駅前 - 豊川体育館前 - 豊川駅前）
  - 新豊線（95系統 豊橋駅前 - 豊川体育館前 - 豊川駅前 - 新城富永）
  - 中部国際空港、東京行き高速バス

## 関係項目
- 日本の道路
- 日本の通り一覧
- 愛知県内の通り
- 南大通（日本全国の通り一覧）